# Pápai járás
A Pápai járás Veszprém vármegyéhez tartozó járás Magyarországon, amely 2013-ban jött létre. Székhelye Pápa. Területe 1022,09 km², népessége 58 935 fő, népsűrűsége pedig 58 fő/km² volt 2013 elején. 2013. július 15-én egy város (Pápa) és 48 község tartozott hozzá.
A Pápai járás a járások 1983. évi megszüntetéséig is létezett, és székhelye az állandó járási székhelyek kijelölése (1886) óta mindvégig Pápa volt.

## Települései
| Település         | Rang (2013. július 15.) | Közös hivatal | Kistérség (2013. január 1.) | Népesség (2013. január 1.) | Terület (km²) |
| ----------------- | ----------------------- | ------------- | --------------------------- | -------------------------- | ------------- |
| Pápa              | járásszékhely város     |               | Pápai                       | 31 528                     | 91,62         |
| Adásztevel        | község                  | Adásztevel    | Pápai                       | 801                        | 8,37          |
| Bakonyjákó        | község                  | Adásztevel    | Pápai                       | 634                        | 47,18         |
| Bakonykoppány     | község                  | Ugod          | Pápai                       | 192                        | 6,83          |
| Bakonypölöske     | község                  | Pápakovácsi   | Ajkai                       | 373                        | 11,04         |
| Bakonyság         | község                  | Ugod          | Pápai                       | 49                         | 8,56          |
| Bakonyszentiván   | község                  | Pápateszér    | Pápai                       | 220                        | 9,14          |
| Bakonyszücs       | község                  | Ugod          | Pápai                       | 322                        | 35,21         |
| Bakonytamási      | község                  | Csót          | Pápai                       | 627                        | 20,49         |
| Béb               | község                  | Ugod          | Pápai                       | 240                        | 7,04          |
| Békás             | község                  | Nemesgörzsöny | Pápai                       | 216                        | 6,52          |
| Csót              | község                  | Csót          | Pápai                       | 1 003                      | 20,02         |
| Dáka              | község                  | Nyárád        | Pápai                       | 631                        | 25,4          |
| Döbrönte          | község                  | Pápakovácsi   | Pápai                       | 246                        | 10,79         |
| Egyházaskesző     | község                  | Marcaltő      | Pápai                       | 555                        | 20,12         |
| Ganna             | község                  | Pápakovácsi   | Pápai                       | 231                        | 15,47         |
| Gecse             | község                  | Vaszar        | Pápai                       | 389                        | 9,34          |
| Gic               | község                  | Pápateszér    | Pápai                       | 370                        | 19,68         |
| Homokbödöge       | község                  | Adásztevel    | Pápai                       | 701                        | 16,15         |
| Kemeneshőgyész    | község                  | Nemesgörzsöny | Pápai                       | 460                        | 26,08         |
| Kemenesszentpéter | község                  | Nemesgörzsöny | Pápai                       | 648                        | 21,35         |
| Kup               | község                  | Pápakovácsi   | Pápai                       | 475                        | 24,78         |
| Külsővat          | község                  | Nemesszalók   | Pápai                       | 795                        | 19,31         |
| Lovászpatona      | község                  | Ugod          | Pápai                       | 1 154                      | 49,9          |
| Magyargencs       | község                  | Nemesgörzsöny | Pápai                       | 512                        | 38,01         |
| Malomsok          | község                  | Marcaltő      | Pápai                       | 507                        | 25,74         |
| Marcalgergelyi    | község                  | Nemesszalók   | Pápai                       | 390                        | 7,76          |
| Marcaltő          | község                  | Marcaltő      | Pápai                       | 772                        | 22,09         |
| Mezőlak           | község                  | Nemesgörzsöny | Pápai                       | 1 035                      | 21,58         |
| Mihályháza        | község                  | Nemesszalók   | Pápai                       | 782                        | 21,52         |
| Nagyacsád         | község                  | Nemesgörzsöny | Pápai                       | 637                        | 13,96         |
| Nagydém           | község                  | Csót          | Pápai                       | 347                        | 13,32         |
| Nagygyimót        | község                  | Csót          | Pápai                       | 567                        | 23,44         |
| Nagytevel         | község                  | Ugod          | Pápai                       | 512                        | 14,41         |
| Nemesgörzsöny     | község                  | Nemesgörzsöny | Pápai                       | 723                        | 19,25         |
| Nemesszalók       | község                  | Nemesszalók   | Pápai                       | 923                        | 20,56         |
| Németbánya        | község                  | Adásztevel    | Pápai                       | 94                         | 12,19         |
| Nóráp             | község                  | Pápakovácsi   | Pápai                       | 205                        | 7,58          |
| Nyárád            | község                  | Nyárád        | Pápai                       | 951                        | 19,79         |
| Pápadereske       | község                  | Nyárád        | Pápai                       | 286                        | 5,75          |
| Pápakovácsi       | község                  | Pápakovácsi   | Pápai                       | 573                        | 13,92         |
| Pápasalamon       | község                  | Nyárád        | Pápai                       | 370                        | 13,96         |
| Pápateszér        | község                  | Pápateszér    | Pápai                       | 1 166                      | 30,74         |
| Takácsi           | község                  | Vaszar        | Pápai                       | 882                        | 19,13         |
| Ugod              | község                  | Ugod          | Pápai                       | 1 402                      | 62,79         |
| Vanyola           | község                  | Pápateszér    | Pápai                       | 540                        | 19,51         |
| Várkesző          | község                  | Marcaltő      | Pápai                       | 152                        | 6,41          |
| Vaszar            | község                  | Vaszar        | Pápai                       | 1 507                      | 33,69         |
| Vinár             | község                  | Nemesszalók   | Pápai                       | 240                        | 4,6           |